# 九龍城市政大廈

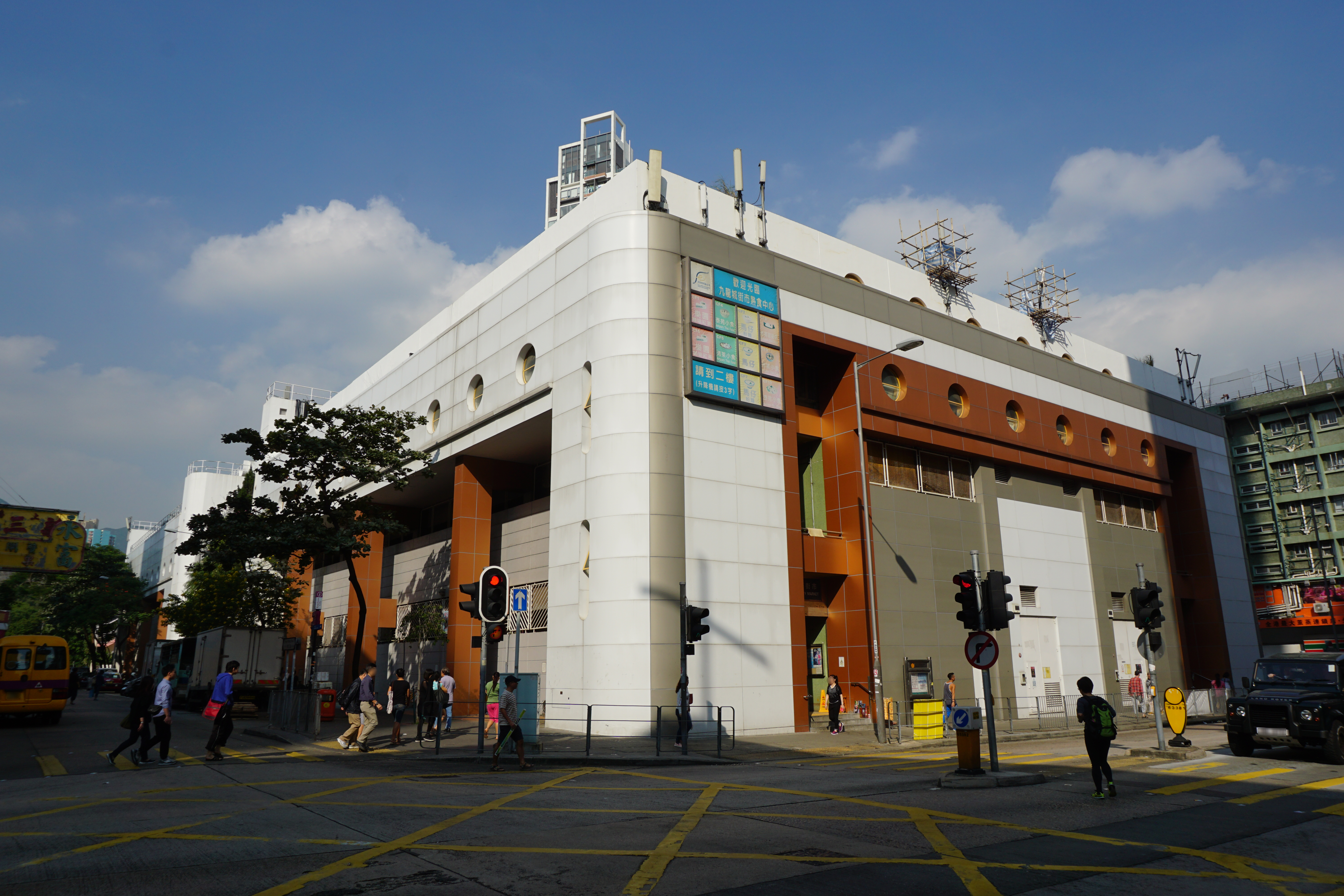
九龍城市政大廈

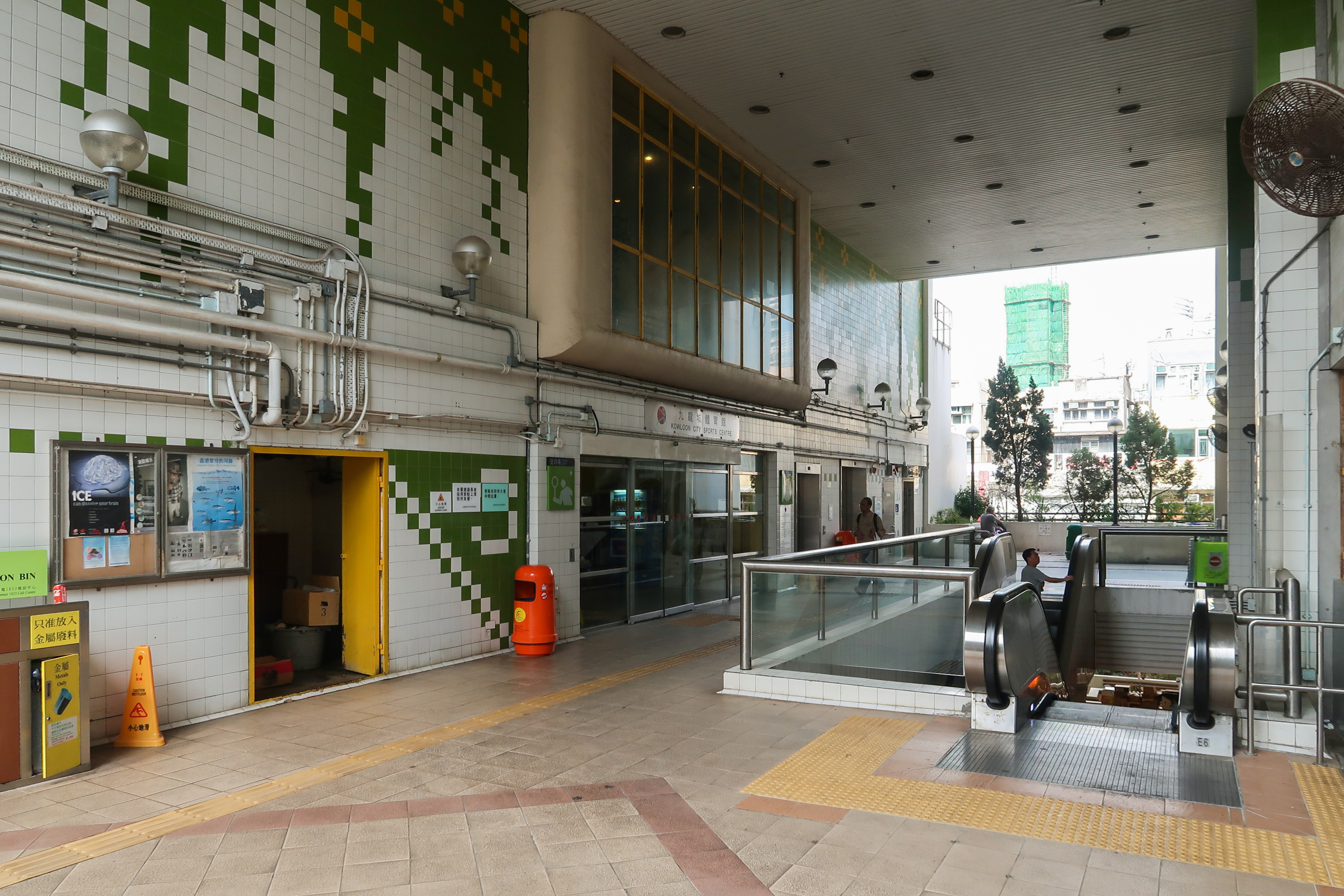
市政大廈內貌

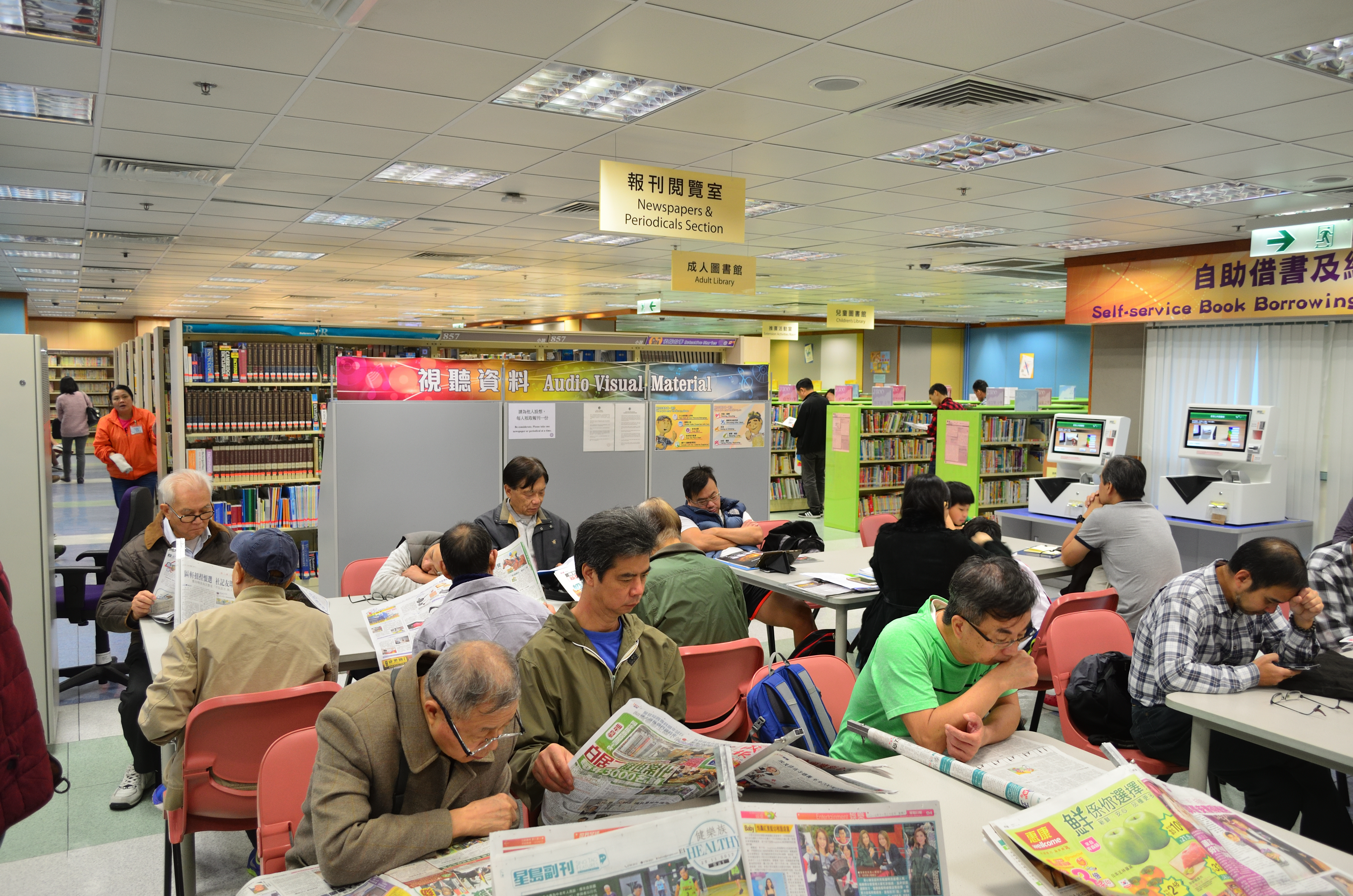
九龍城公共圖書館內貌

九龍城市政大廈（英語：Kowloon City Municipal Services Building）是香港九龍九龍城的一座多用途的市政大樓，於1988年落成啟用，由巴馬丹拿建築師事務所設計，設有街市、公共圖書館及體育館設施，地址為衙前圍道100號，兩側分別為侯王道及衙前塱道。

## 設施
- 九龍城街市
- 九龍城公共圖書館
- 九龍城體育館（設有可提供2個籃球場／1個排球場或8個羽毛球場的多用途主場、多用途活動室、壁球室和2個乒乓球室）

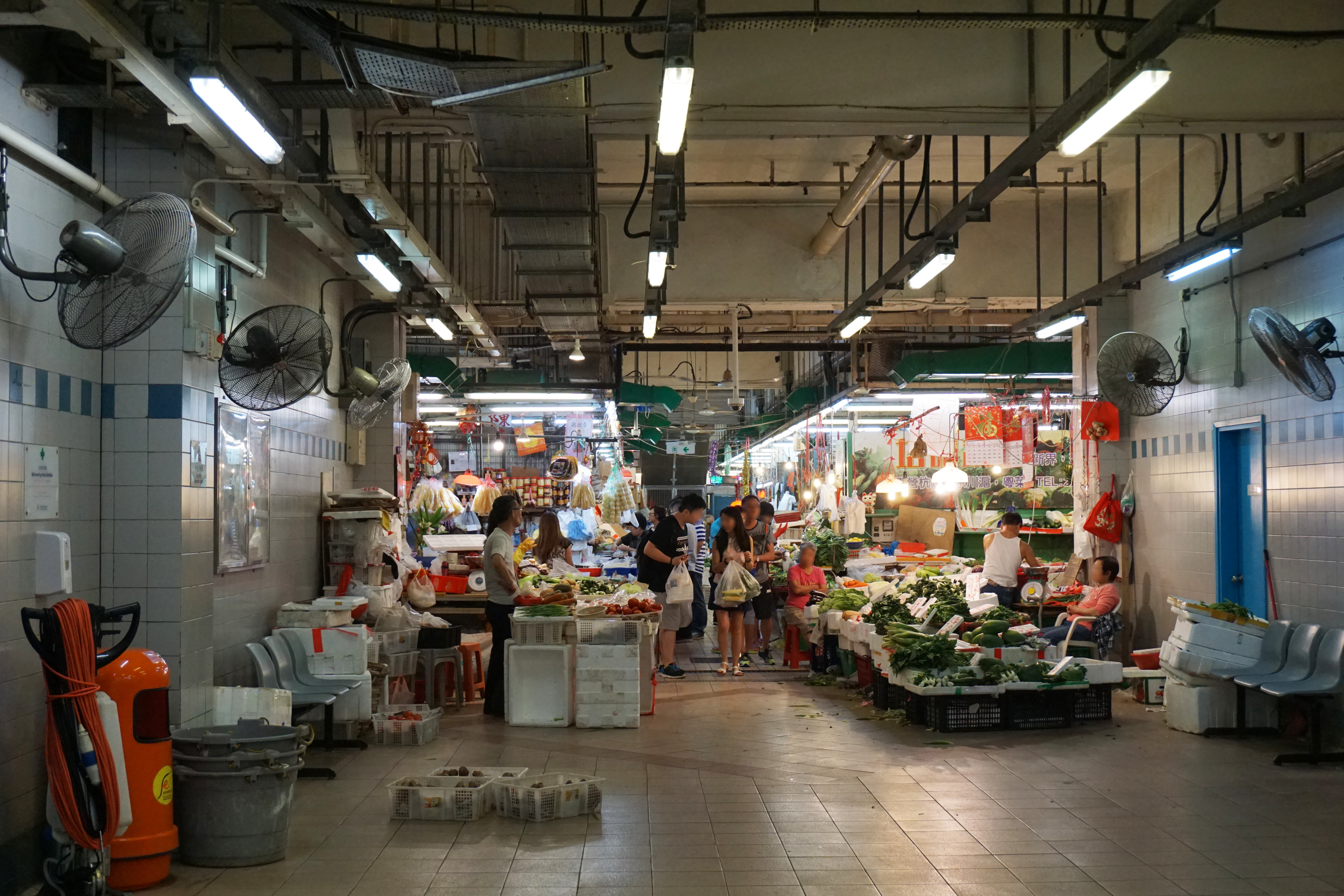
九龍城街市菜檔
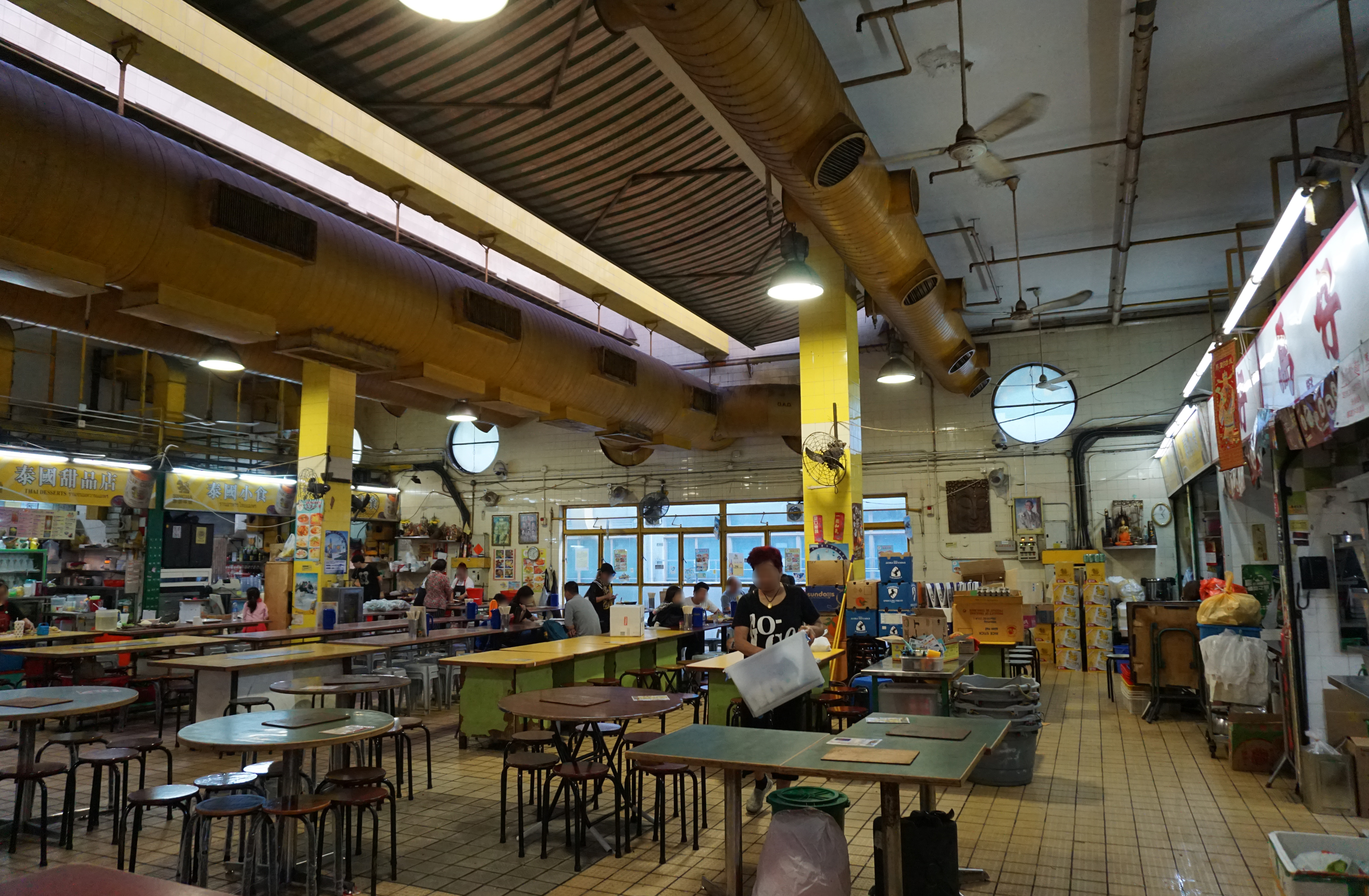
九龍城街市熟食中心
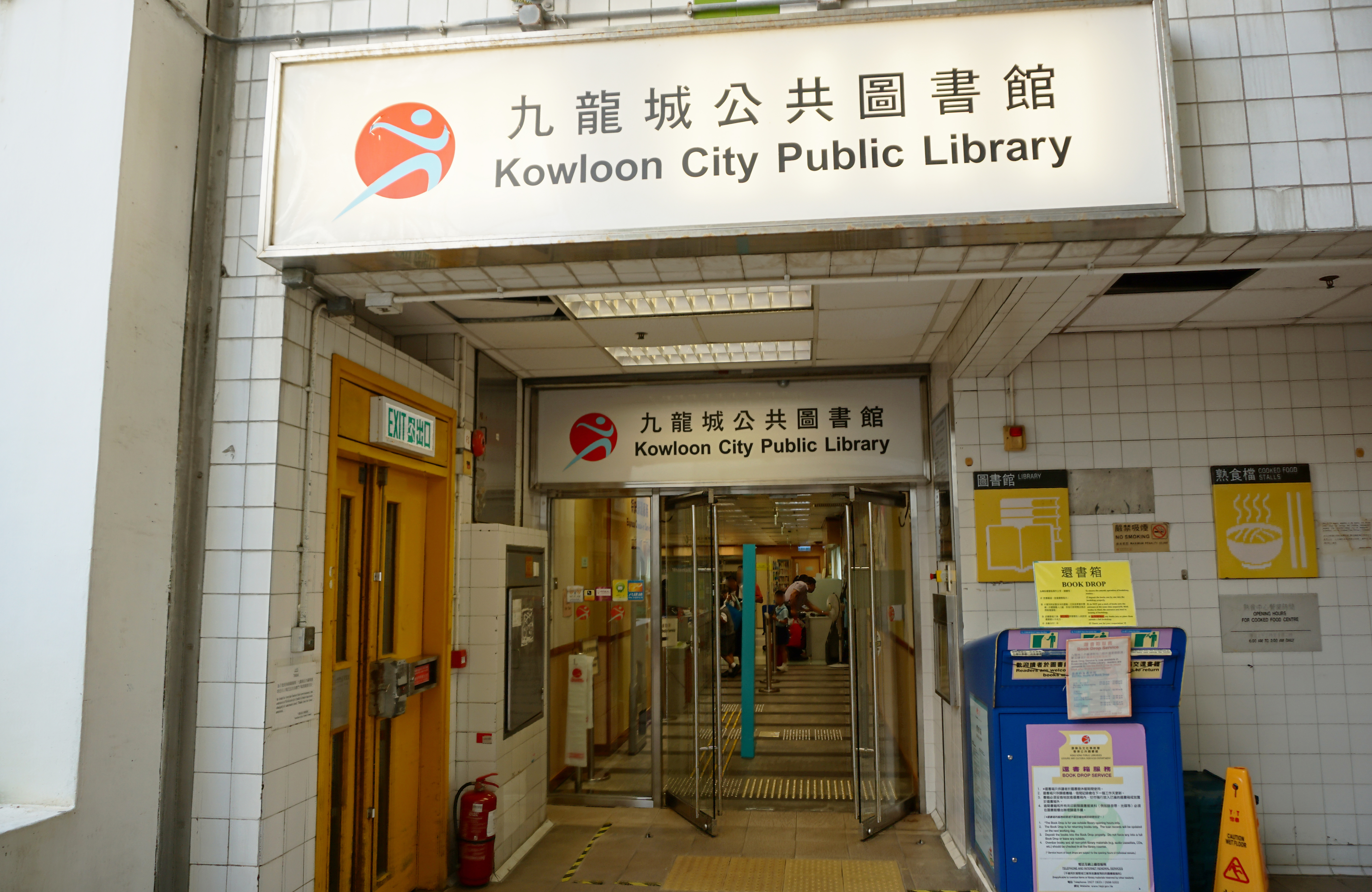
九龍城公共圖書館
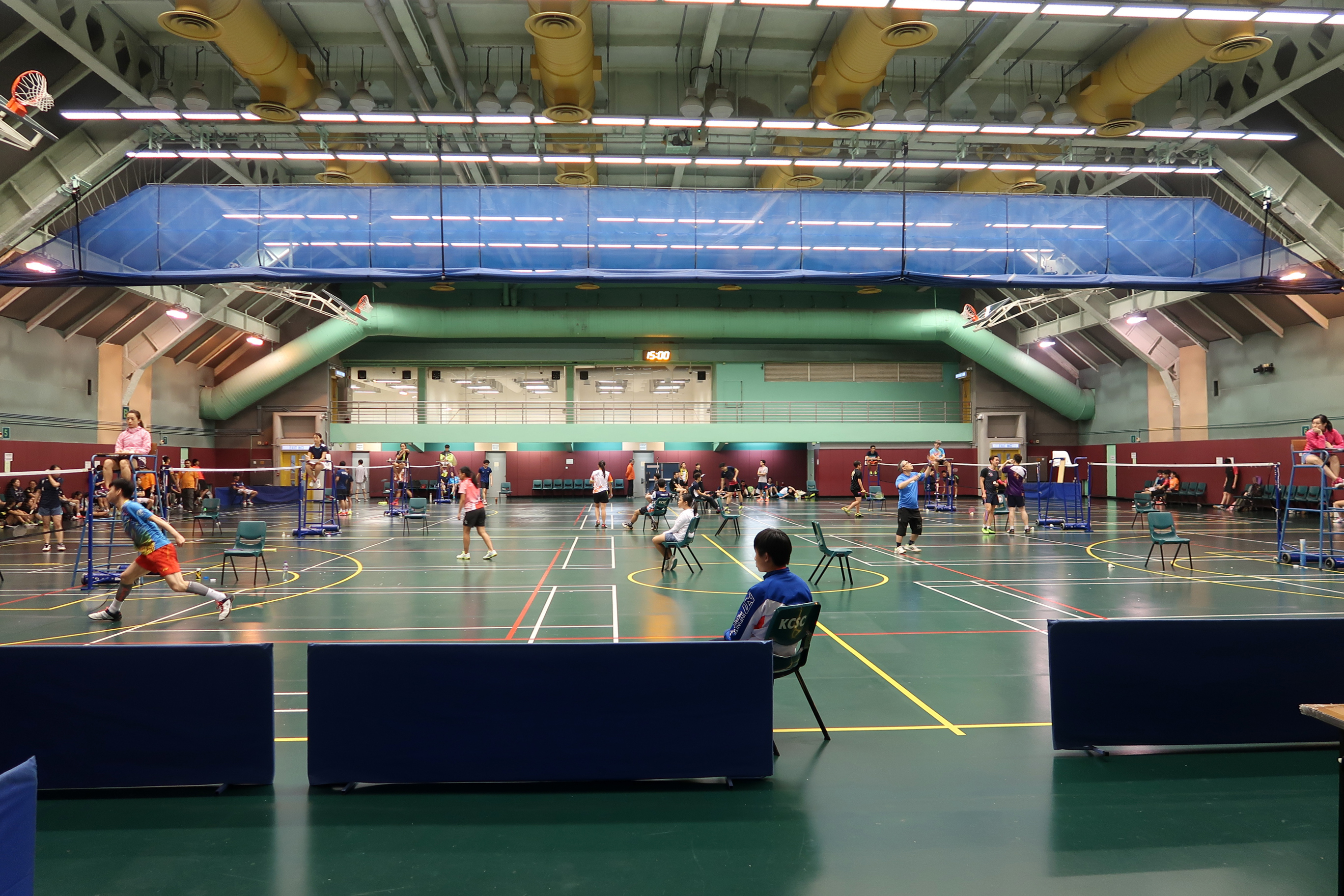
九龍城體育館
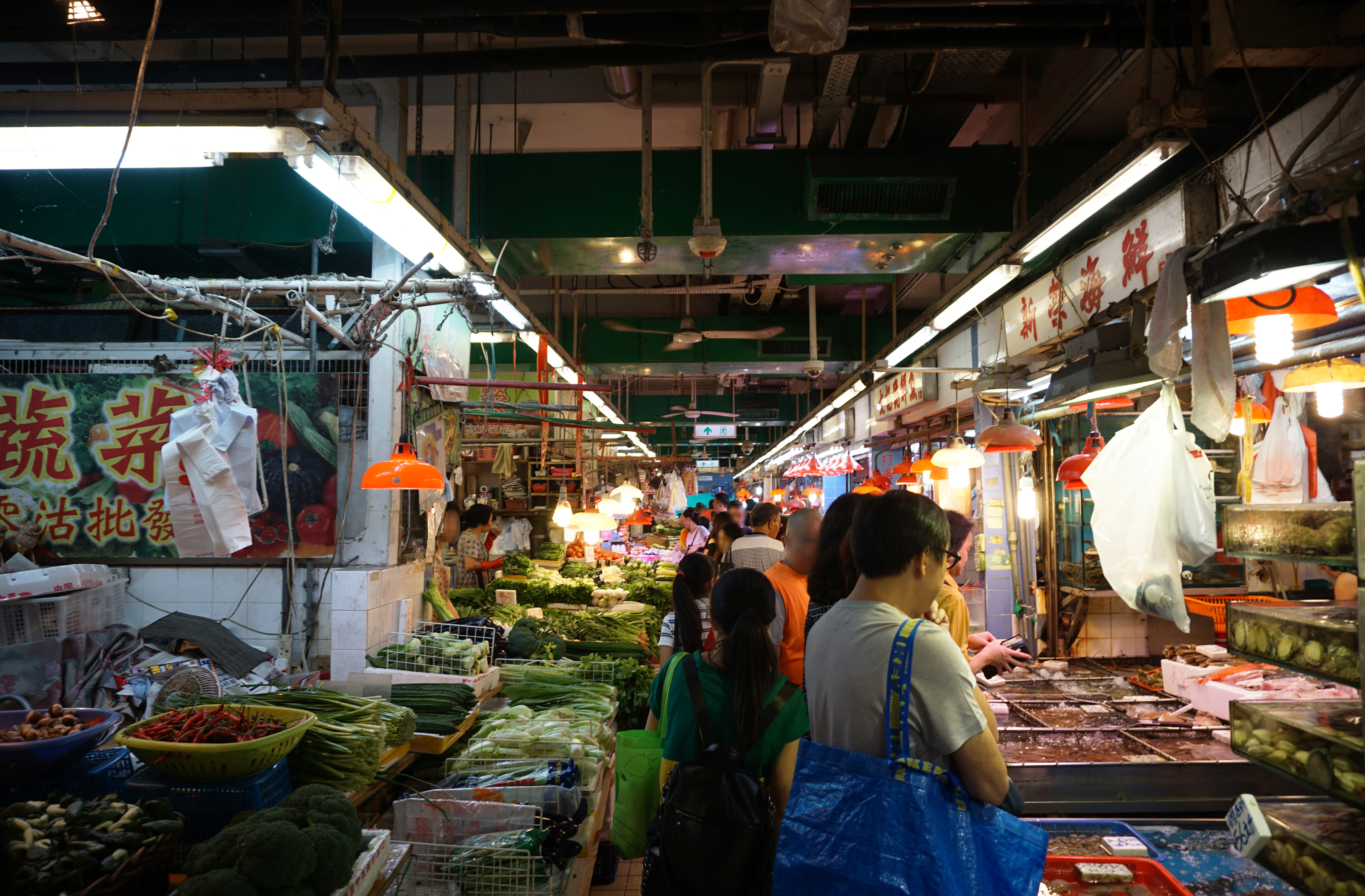
九龍城街市魚檔
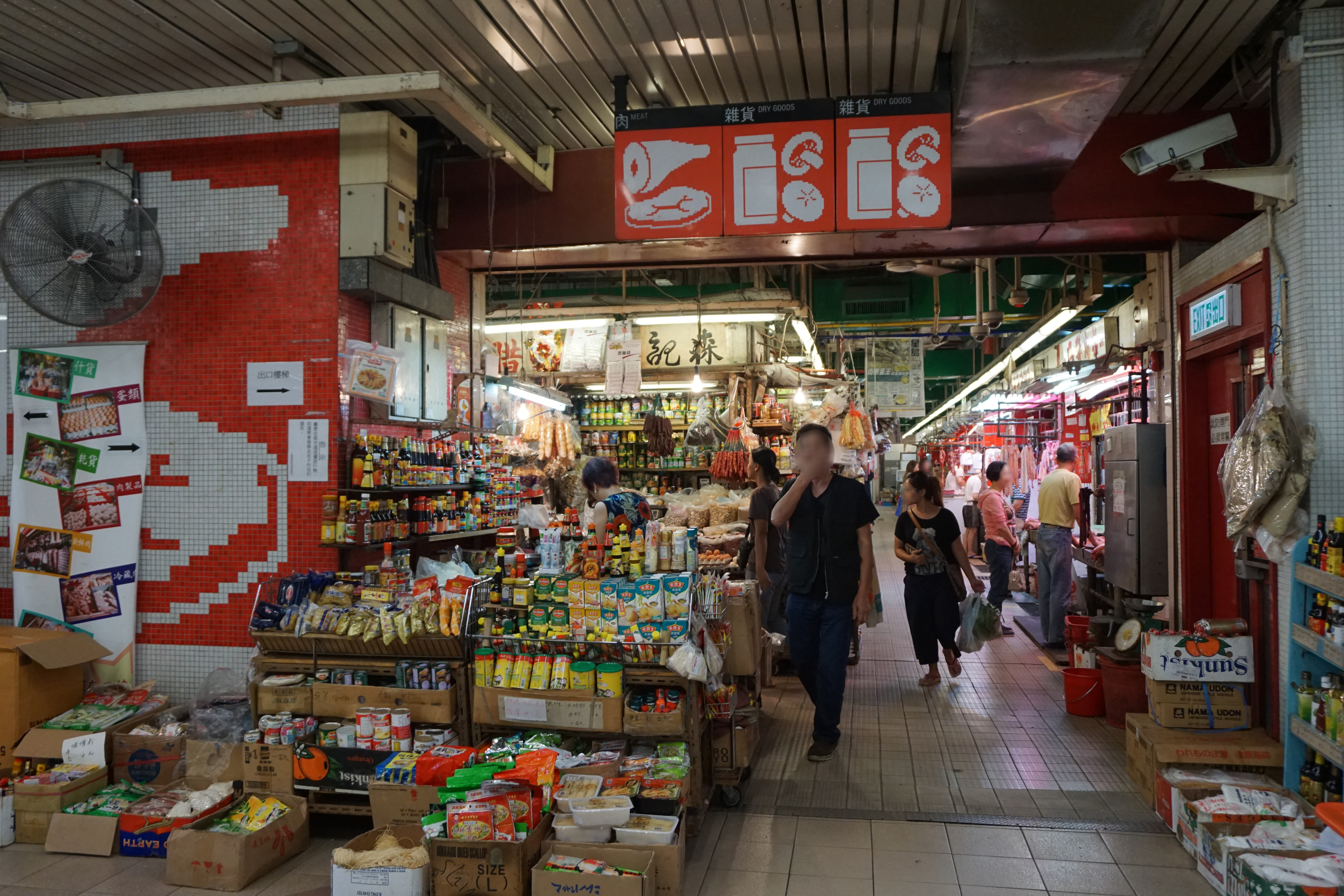
九龍城街市糧油雜貨及肉檔

## 軼事
由於位於市政大廈內的街市不時有周潤發、林青霞、劉青雲等知名藝人光顧，因此在坊間又有「明星街市」之稱。

## 未來發展
早於2014年，九龍城的「市區更新地區諮詢平台」發布最終研究報告，內容建議重建九龍城市政大廈及李基紀念醫局所處的「政府、機構或社區」用地。2022年，市區重建局公佈新綜合政府大樓的初步設計，打算利用賈炳達道公園的部份用地重置以上設施，大樓採用「拾級而下」的設計，並指不會高於毗鄰的九龍城廣場私人重建項目。

## 外部連結
- 九龍城體育館簡介 （页面存档备份，存于）
- 九龍城街市簡介 （页面存档备份，存于）
- 九龍城公共圖書館簡介 （页面存档备份，存于）